# Wallers
Wallers – miejscowość i gmina we Francji, w regionie Hauts-de-France, w departamencie Nord.
Według danych na rok 1990 gminę zamieszkiwały 5862 osoby, a gęstość zaludnienia wynosiła 281 osób/km² (wśród 1549 gmin regionu Nord-Pas-de-Calais Wallers plasuje się na 145. miejscu pod względem liczby ludności, natomiast pod względem powierzchni na miejscu 52.).

## Miasta partnerskie
- Nowa Ruda, Polska